# Avaragere, Kunigal
Avaragere là một làng thuộc tehsil Kunigal, huyện Tumkur, bang Karnataka, Ấn Độ.